# 母趾内転筋
母趾内転筋（ぼしないてんきん、Adductor hallucis muscle）は人間の下肢の筋肉で母趾の内転を行う。
2頭で強大な斜頭をもって、立方骨、外側楔状骨および第2、3中足骨底から起こり、横頭は第3～5指の中足指節関節の関節包とその部の靭帯から起始し、深横中足靭帯からも起始する。両頭は合流して母指の外側種子骨で停止する。